# Joãozinho Félix
João Félix de Andrade Filho (Campo Maior, 30 de novembro de 1959), mais conhecido como Joãozinho Félix, é um político e contabilista brasileiro, filiado ao Progressistas (PP). Exerce atualmente o quarto mandato como prefeito de Campo Maior, no Piauí, cargo que exerceu anteriormente entre 2005 e 2010, quando teve seu mandato cassado, retornando em 2012, por decisão do Supremo Tribunal Federal (STF), e novamente entre 2021 e 2024.

## Biografia
Filho de João Félix de Andrade e Mariana Rosa de Andrade, Joãozinho Félix é irmão do advogado e ex-deputado estadual  Antônio Félix.  Após exercer mandato como vereador em Campo Maior, mudou seu domicílio eleitoral para o recém-emancipado município de Jatobá no Piauí, onde foi eleito prefeito nas eleições de 1996, tomando posse em 1º de janeiro de 1997. Foi reeleito em 2000, iniciando o segundo mandato em 1º de janeiro de 2001. Em agosto de 2004, renunciou ao cargo para concorrer à prefeitura de Campo Maior.
Nas eleições de 2004, foi eleito prefeito de Campo Maior, assumindo o cargo em 1º de janeiro de 2005. Foi reeleito em 2008. Em novembro de 2010, teve o mandato cassado pelo Tribunal Superior Eleitoral (TSE), que o considerou inelegível por suposta prática de prefeitura itinerante, por ter exercido quatro mandatos consecutivos em dois municípios distintos.
Em agosto de 2012, o ministro Cezar Peluso, do Supremo Tribunal Federal (STF), concedeu liminar determinando o retorno de João Félix ao cargo de prefeito. A decisão entendeu que a jurisprudência que proibia reeleições sucessivas em municípios distintos não deveria ter aplicação retroativa às eleições de 2008.
Joãozinho retornou à Prefeitura de Campo Maior após vencer as eleições municipais de 15 de novembro de 2020, assumindo o cargo em 1º de janeiro de 2021 para o que passou a ser considerado o seu terceiro mandato no município.
Durante essa gestão, enfrentou uma crise político-administrativa com seu vice, Jordélio Pereira, que entrou com pedido de execução de sentença para que o vice assumisse o cargo um movimento considerado parte de um rompimento interno na base de governo, sinalizando desgaste entre o prefeito e seu antigo vice. Apesar disso, o pedido foi indeferido pela Justiça Eleitoral em setembro de 2023, mantendo Joãozinho Félix no cargo.
Nas eleições de 6 de outubro de 2024, Joãozinho concorreu à reeleição pela coligação “O Trabalho Continua” (PP, PDT e Republicanos) e foi reeleito em primeiro turno, obtendo 64,29% dos votos válidos (18.804 votos), sendo empossado para seu quarto mandato em 1º de janeiro de 2025 .